# Војвођанска фудбалска лига Југ 2020/21.
Војвођанска фудбалска лига Југ у сезони 2020/21. је једна од једанаест Зонских лига у фудбалу, које су четврти степен фудбалских такмичења у Србији. Лига броји 18 клубова. Виши степен такмичења је Српска лига Војводина, а нижи ПФЛ Сремска Митровица и Новосадска лига.

## Промене у саставу лиге
Из Српске лиге Војводина у ВФЛ Југ ни један клуб није испао.
 Из ПФЛ Сремске Митровице су се пласирали:

- ФК Будућност из Салаша Ноћајског (као првопласирани тим ПФЛ Сремске Митровице у претходној сезони)

 Из Новосадске лиге су се пласирали:
- ФК Јединство из Руменкe (као првопласирани тим Новосадске лиге у претходној сезони)
- ФК Индекс из Новог Сада (као другопласирани тим Новосадске лиге у претходној сезони)
- РФК Нови Сад из Новог Сада (као трећепласирани тим Новосадске лиге у претходној сезони)

 Из лиге у ПФЛ Сремску Митровицу ни један клуб није испао.
 Из лиге у Новосадску лигу  ни један клуб није испао.

## Клубови у сезони 2020/21.
| Клуб                 | Насеље              |
| -------------------- | ------------------- |
| Младост              | Бачки Јарак         |
| Подунавац            | Белегиш             |
| Цемент               | Беочин              |
| Подриње              | Мачванска Митровица |
| ОФК Југовић          | Каћ                 |
| Сремац               | Војка               |
| Слобода              | Доњи Товарник       |
| Слога                | Ердевик             |
| РФК Нови Сад 1921    | Нови Сад            |
| ФК Индекс            | Нови Сад            |
| Раднички             | Нова Пазова         |
| ФК Јединство Руменка | Руменка             |
| Јадран               | Голубинци           |
| Црвена звезда        | Нови Сад            |
| ФК Будућност         | Салаш Ноћајски      |
| Борац                | Шајкаш              |
| Хајдук               | Дивош               |
| Слога                | Темерин             |